# Vanilla insignis
Vanilla insignia es una especie de orquídea que habita en Belice, Guatemala, Honduras, México (Yucatán, Campeche, Chiapas, Oaxaca, Quintana Roo, Tabasco, Puebla y Veracruz), Nicaragua y Panamá.

## Hábitat
Esta especie habita en hábitats forestales y en sabana. Estos individuos aparecen hasta los 210m de altura. Su hábitat está en continua disminución dejando a la especie en peligro de extinción.

## Estado de conservación
La cantidad de ejemplares de esta especie están disminuyendo por la gran dispersión de las poblaciones y por la destrucción de su hábitat, principalmente por la agricultura. El turismo y la explotación científica también son amenazas para esta especie.